# Туреевка
Туреевка — деревня в Дубровском районе Брянской области, в составе Пеклинского сельского поселения. Расположена в 2 км к юго-востоку от деревни Мареевка, между деревнями Алешня и Чугуновка. Население — 11 человек (2010).
Упоминается с конца XIX века как хутор в составе Салынской волости (также называлась Турейка, Турейские Хутора). С 1920-х гг. до 2005 входила в Мареевский сельсовет.
| Годы      | 1926 | 1979 | 1989 | 2002 | 2010 |
| --------- | ---- | ---- | ---- | ---- | ---- |
| Население | 161  | 122  | 81   | 37   | 11   |